# Las Tablas, Bella Vista
Las Tablas är en ort i Mexiko.   Den ligger i kommunen Bella Vista och delstaten Chiapas, i den sydöstra delen av landet, 800 km sydost om huvudstaden Mexico City. Las Tablas ligger 2 452 meter över havet och antalet invånare är 182.
Terrängen runt Las Tablas är huvudsakligen bergig, men den allra närmaste omgivningen är kuperad. Las Tablas ligger uppe på en höjd. Runt Las Tablas är det ganska tätbefolkat, med 78 invånare per kvadratkilometer. Närmaste större samhälle är Frontera Comalapa, 19,4 km nordost om Las Tablas. Omgivningarna runt Las Tablas är en mosaik av jordbruksmark och naturlig växtlighet.